# Tesla Model 3
Tesla Model 3 este un sedan executiv compact alimentat de baterii și produs de Tesla. Producția limitată a Modelului 3 a început la jumătatea anului 2017, primul vehicul de producție ieșind de pe linia de asamblare pe 7 iulie 2017.